# Hollensteine in Hollstein
Die Hollensteine in Hollstein sind eine als Naturdenkmal geschützte Gesteinsformation aus Dolomitgestein, zu der zwei steil hochragende Monolithe und ein kleinerer Felsen gehören. Sie waren namengebend für den Ort im nordhessischen Werra-Meißner-Kreis.

## Lage
Die Steinsäulen der Hollensteine erheben sich am südlichen Ortsrand von Hollstein, einem Stadtteil von Hessisch Lichtenau. Das kleine Dorf, das erstmals im Jahr 1195 in einem Güterverzeichnis des Klosters Germerode als „villa Holsten“ Erwähnung fand, erstreckt sich zu beiden Seiten des Hollsteinebaches. Der Bach mündet zwischen Walburg und Küchen in die Wehre, einem linken Zufluss der Werra.
Hollstein liegt im „Geo-Naturpark Frau-Holle-Land“ und wird in der naturräumlichen Gliederung Deutschlands des Instituts für Landeskunde Bad Godesberg dem Hessisch-Lichtenauer Becken (357.51) zugeordnet, das nach Osten in das Waldkappeler Wehretal (357.54) übergeht und die Teileinheiten der Witzenhausen-Altmorschener Talung (358) sind. Südlich grenzen das Vockeroder Bergland (357.42) und der Stolzhäuser Rücken (357.41) des Stölzinger Berglands (357.4) an. Sie gehören zum Fulda-Werra-Bergland (357) in der Haupteinheitengruppe des Osthessischen Berglands.

## Hollensteine
Die drei Felsen aus dem Dolomit des Zechsteins stehen in einer Linie hintereinander auf einem schmalen Erdwall, an den dicht Privatgrundstücke angrenzen. Der größte von ihnen ist rund fünf Meter hoch, der mittlere etwa drei Meter. Auslaugungen und die exogenen Kräfte der Verwitterung bewirkten ihr brekziiertes und löchriges Aussehen. Hebungs- und Senkungsvorgänge im Laufe der Erdgeschichte umgaben die Hollensteine, mit Schichten des Oberen Buntsandsteins und des Unteren Muschelkalks.
Während man im Dorf nur von dem „Stein“ spricht, wenn die Hollensteine gemeint sind, werden sie anderswo auch „Hollsteine“ oder „Frau-Hollen-Steine“ genannt. Auf der ältesten bekannten kartografischen Darstellung aus dem Jahr 1735 wird der Felsenbereich als „Der Hollstein“ bezeichnet. Nach alten Überlieferungen sollen die Hollensteine ihren Namen Frau Holle verdanken. Andere Deutungsvarianten des Namens erscheinen dem Historiker und Mythenforscher Karl Kollmann als nicht sehr wahrscheinlich, wie etwa die Erklärung, der Namen wurde von den „Steinen in der Hohle“ abgeleitet. Das Tal ist nicht so eng, dass man es als „Hohle“ bezeichnen würde. Auch die Deutung, die Bezeichnung Hollensteine verweise auf die „Hollen“ oder „Holden“, den der Frau Holle dienstbaren Erdgeistern, ist nicht plausibel. Die Bezeichnung für die kleinen Wesen ist in der Gegend um Hollstein unüblich, man nennt sie in der Region Wichtel.
In der an Märchen, Mythen und Sagen reichen Region verbindet alter Volksglaube die Existenz der Hollensteine mit Frau Holle, deren Hausberg der nahegelegene Meißner ist. Er ist von den Hollensteinen in östlicher Richtung zu sehen und wenn die Sonne über dem Meißner aufgeht, fallen die ersten Strahlen am Morgen auf die Steine. Diese Steine sollen, nach der einzigen bekannten Überlieferung zu ihrer Herkunft, Frau Holle in ihrem Schuh gedrückt haben, bevor sie sie hier herauswarf. Ähnlich der Sage um den „Bären oder Todstein“ am östlichen Ortsende von  Abterode und der „Blauen Kuppe“ südlich von Eschwege, die sie ebenfalls als Steine aus ihrem Schuh schüttelte und die als auffällige Felsbrocken in der Landschaft liegen blieben. Das Motiv des Drückens im Schuh ist in den Märchen weit verbreitet und wird eigentlich mit Riesen oder dem Teufel verbunden. Für Kollmann ist es ein Zeichen für die Dominanz, die Frau Holle um den Meißner herum in den alten Erzählungen besitzt.
Es ist nicht bekannt, ob die markante Felsformation ein Verehrungsort für Frau Holle war. Unterhalb der Steine entsprang einst eine kleine Quelle und die Einheit von Fels und Quelle findet sich an zahlreichen Plätzen mit einer vorchristlichen kultischen Bedeutung wieder. Auch die Lage der Kirche auf der anderen Talseite, den Hollensteinen gegenüber, ist für Kollmann wohl kein Zufall. Möglicherweise ist sie als ein christlicher Gegenpol zu einem germanischen Kultplatz errichtet worden. In einer Tagebuchnotiz vom Juli 1821 erwähnte Wilhelm Grimm Fels und Quelle, als er die Hollensteine von Glimmerode aus besuchte. Er beschrieb sie als nach „Art der Extersteine“ und zog damit einen Vergleich mit einem mythischen Naturphänom, das die Menschen in allen Zeiten magisch anzog.

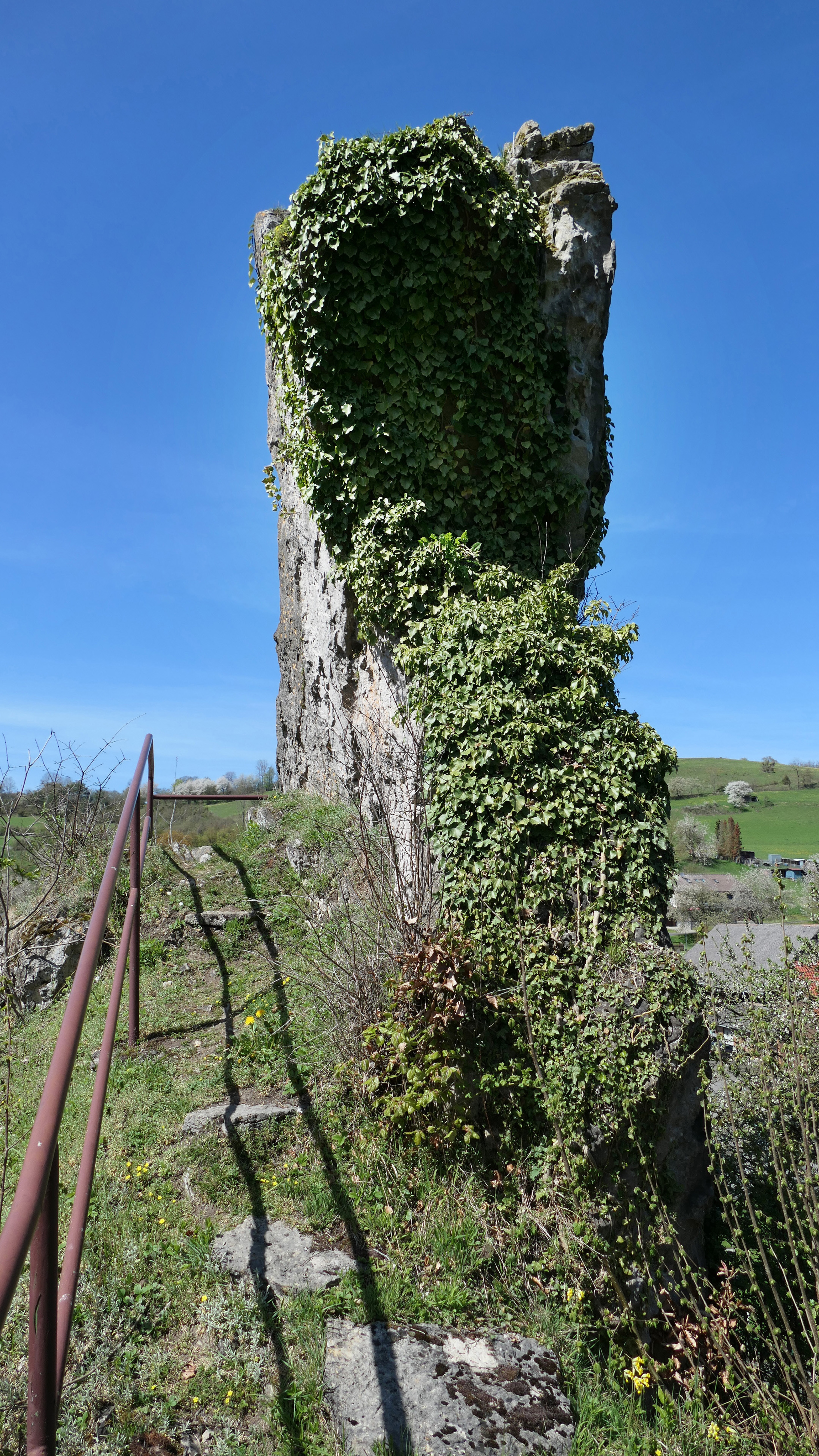
Auf dem Erdwall stehen der mittlere,
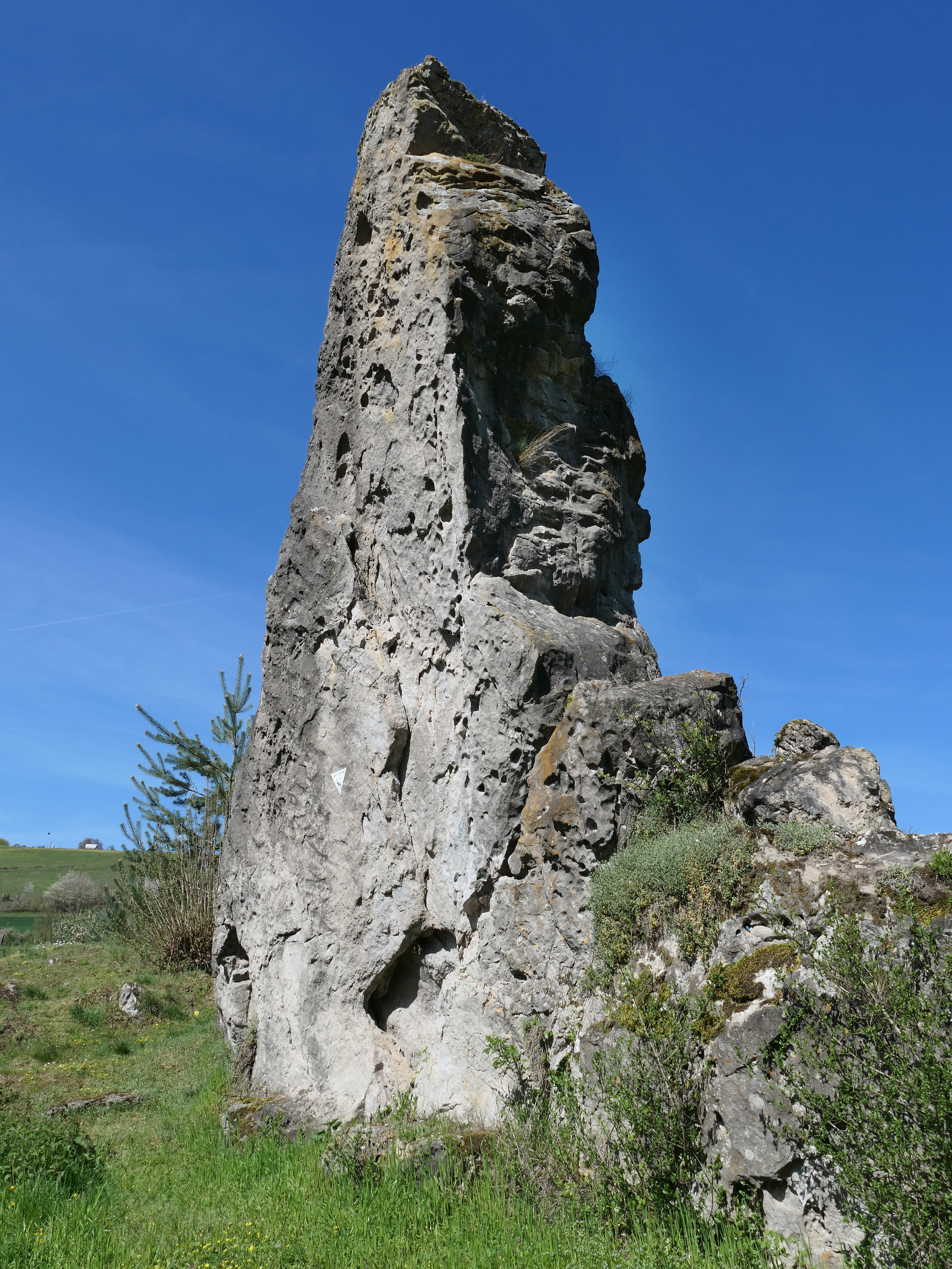
der größte und
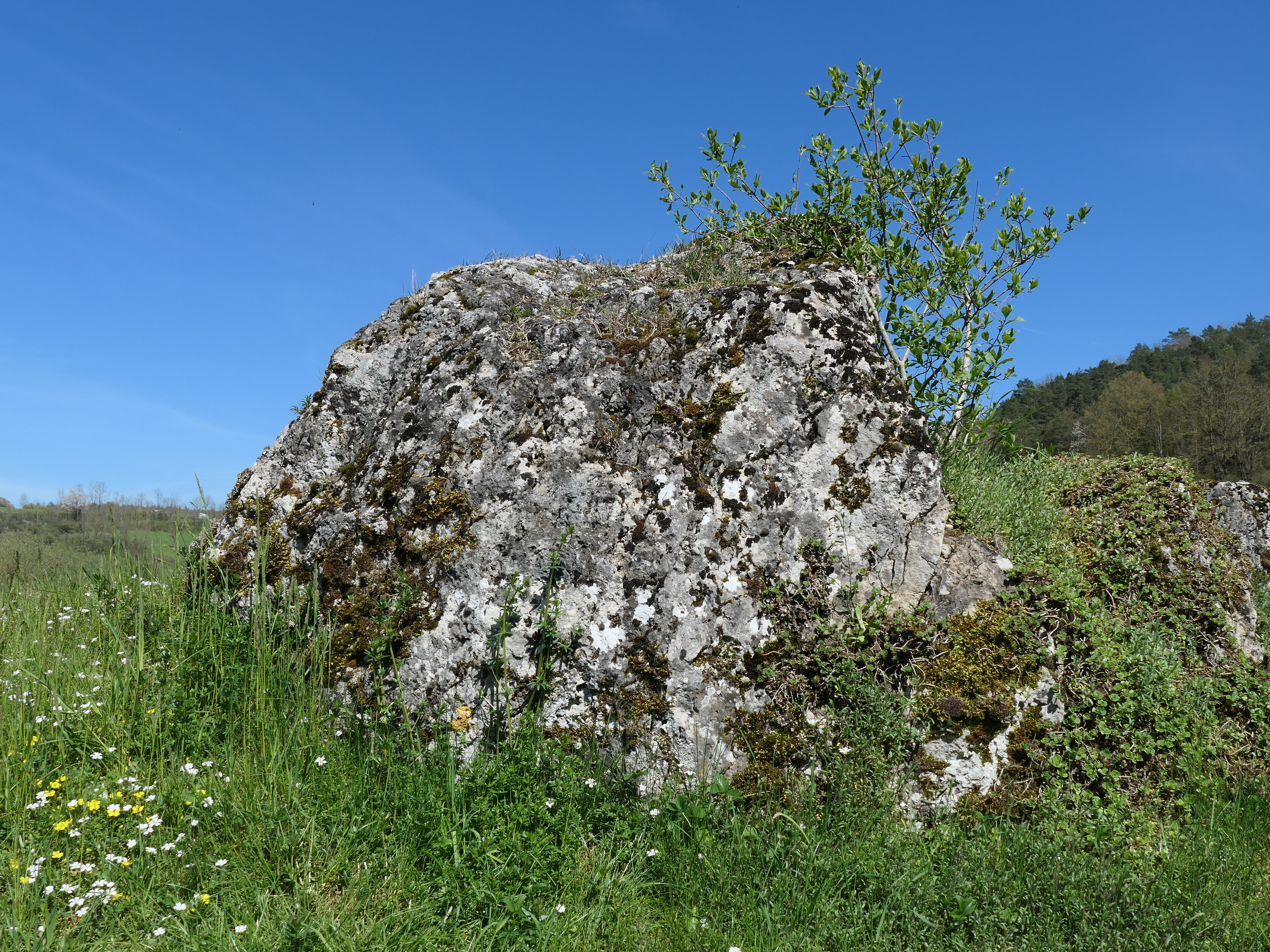
der kleinste der Steine in einer Linie hintereinander

## Schutz
Mit der 1. Nachtragsverordnung zur Sicherung von Naturdenkmalen im Kreise Witzenhausen vom 25. März 1938 wurden mit Zustimmung der höheren Naturschutzbehörde zwei Hollensteine mit der laufenden Nummer 83 in das Naturdenkmalbuch eingetragen und hatten damit den Schutz des Reichsnaturschutzgesetzes erhalten. In der Liste der Naturdenkmale des Werra-Meißner-Kreises hat die Stätte mit den Steinen als flächenhaftes, geologisches Naturdenkmal die Nummer ND 636.061 und steht als „rechtsverbindlich festgesetzte Einzelschöpfung der Natur“ unter besonderem Schutz. Die Hollensteine gehören zu den über 120 Geotopen im Werra-Meißner-Bergland, die das Hessische Landesamt für Naturschutz, Umwelt und Geologie (HLNUG) erfasst, beschrieben und bewertet hat.

## Höllensteine

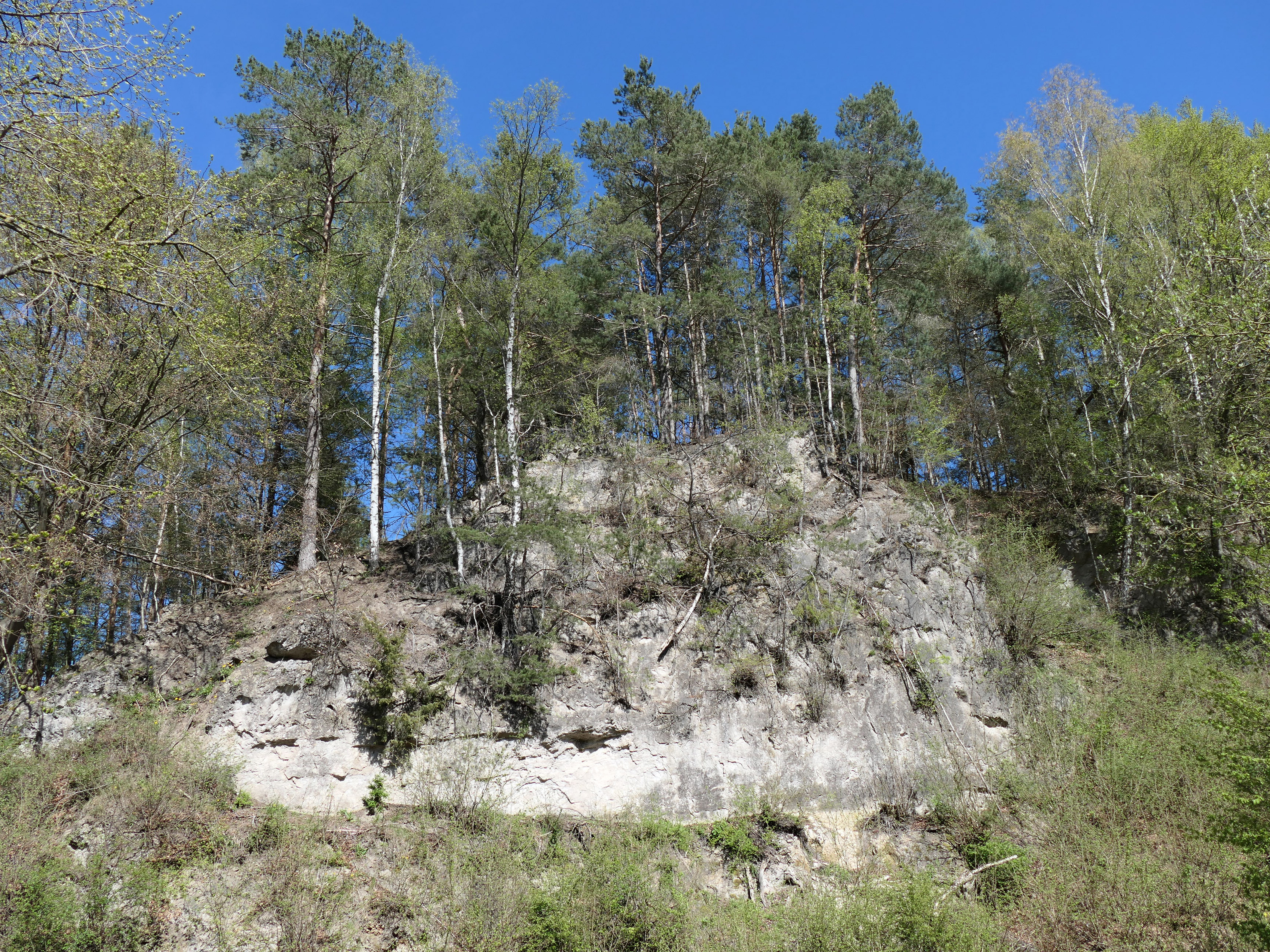
Felswand des Zechsteinhügels bei den Hollensteinen, der als Höllensteine zum Naturdenkmal erklärt wurde

Die Fortsetzung der Hollensteine nach Süden ist die Felswand des angrenzenden Zechsteinhügels. Er wurde ebenso wie die Hollensteine zum Ende des Tertiärs als Horst aus den benachbarten Schollen des Buntsandsteins und Muschelkalks herausgehoben. Mit der gleichen Verordnung, die auch die Hollensteine als Naturdenkmal sicherte, wurde er als Höllensteine mit der laufenden Nummer 96 in das Naturdenkmalbuch eingetragen. In der Liste der Naturdenkmale des Werra-Meißner-Kreises hat die Felsbildung mit dem Halbtrockenrasen die Nummer ND 636.062.